# Knik (rivière)
Pour les articles homonymes, voir Knik.
La rivière Knik est une rivière d'Alaska aux États-Unis qui fait 40 km de long. Elle prend sa source au glacier Knik, et coule vers le nord-ouest, puis l'ouest pour se jeter dans le Golfe de Cook, près de l'embouchure de la rivière Matanuska.
Son nom, de même que celui du glacier homonyme, provient du mot Inupiak igniq qui signifie feu.
La rivière Knik coule près de la frontière entre le Borough de Matanuska-Susitna et la Municipalité d'Anchorage. La majeure partie de son cours longe la Glenn Highway.